# Битка код Ившема
Битка код Ившема вођена је 4. августа 1265. године током Другог баронског рата између војски Едварда I са једне и Симона Монфорта са друге стране. Завршена је Едвардовом победом.

## Битка
Настанивши се између снага Симона де Монфора и његовог сина Симона де Монфора Млађег, енглески краљ Едвард је одлучио да их потуче пре него што се споје. Из Вустера је кренуо увече 1. августа на Сајмона Млађег и изненадио га на спавању код Кенилверта. Затим се одмах вратио у Вустер. Међутим, Симон де Монфорт прелази Северн код Кемпсија и 3. августа креће у сусрет своме сину. Ујутро 4. августа, на Симонову војску је наишла Едвардова колона носећи на челу стегове заробљених код Кенилверта како би заварала противника. Превара је убрзо откривена. Симон је формирао дубок построј витезова и пешадије и напао и потиснуо прву Едвардову колону, али је убрзо поражен после пристизања двеју преосталих Едвадових колона.